# 青春 (系列紀錄片)
《青春》（法語：Jeunesse）是一部2023年至2024年中國大陸導演王兵的紀錄片系列，分別為〈春〉（法語：Le Printemps）、〈苦〉（法語：Les Tourments）、〈歸〉（法語：Retour au pays）三部曲。
第一部〈春〉入選第76屆坎城影展正式競賽單元，成為繼2004年《華氏911》之後，相隔19年入選正式競賽的紀錄片；另外在第60屆金馬獎當中獲得最佳紀錄片的殊榮。第二部〈苦〉入選第77屆盧卡諾影展國際競賽單元，最終獲得特別提及、費比西獎、青年評審團獎、環境生活品質獎。第三部〈歸〉入選第81屆威尼斯影展正式競賽單元。

## 劇情
安徽和河南青年在中国最富有的城市上海郊区打工。每年都有许多年轻人离开他们的村庄搬到那里。他们年龄在17岁至20岁之间，皆来自2500公里外的安徽和河南农村。这些年轻的云南青年经常住在他们工作的地方、宿舍、不卫生的房间里，有时甚至住在工作间里，通过手机和QQ等进行交流。
他们是青少年，但像成年人一样生活，不稳定的现状、经济压力、分散的地域，燃烧着他们的纯真和青春。王兵导演与他们共同生活：在工作中、在家里、在互联网上，在专业、浪漫和友好的关系中度过与他们的每一天。年底，他跟着他们回到他们的家乡，与他们的家人度过新年。

## 製作
该片是2014年到2019年间王兵在浙江湖州拍摄的，距离上海150公里，与王兵2016年的纪录片《苦钱》是同一个城市。主题也跟《苦钱》一样：年轻的服装厂工人，但没有拍摄同一群人。拍摄团队有6人，3个人用3台摄像机同时拍。
因为上海城市很大，影片中有很多人物，所以王兵在邻近的湖州住了几年。前3个月有点困难，但王兵和当地的一些老板打成一片：他们一心想着自己的日常生活，如果摄制组不打扰他们的生意，他们就不会关心这部电影，也不会关心影片会不会展示他们员工的工作条件。
这些工人20多岁，有些30多岁，他们睡在楼上的宿舍裡，因为他们来自很远的地方，有的来自两千公里远的地方，因为上海的经济影响力已经大大扩展。他们的方言来自不同地区。当他们40或50岁时，他们会回到自己的省份，因为这种工作非常耗费体力，非常辛苦，每天10到12个小时，而且是按件计酬。
王兵原计划该片时长近10小时，最终将600多个小时的素材剪辑成片3个半小时。

## 發行
《青春（春）》定於2023年5月18日在第76屆坎城影展全球首映，角逐金棕櫚獎以及授予紀錄片獎項的金眼睛獎。
該片由Cinema Delicatessen定檔2023年11月16日於荷蘭院線上映，由Les Acacias定檔2024年1月3日於法國院線上映。國際銷售由Pyramide International負責，該公司將在2023年和2024年間的電影節期間銷售三部曲的後兩集。
《青春（苦）》定於2024年8月13日在第77屆盧卡諾影展全球首映，角逐金豹獎；《青春（歸）》定於2024年9月6日在第81屆威尼斯影展全球首映，角逐金獅獎。

## 評價
第一部〈春〉在爛番茄根據34條評論，給出85%新鮮度，平均得分7.2/10。網站共識寫道：“《青春（春）》以誠摯而辛酸的方式（儘管有些重複）審視中國紡織工人的經歷。”Metacritic根據14條評論，加權平均得分74分（滿分100），表示「普遍好評」。
第二部〈苦〉在爛番茄根據14條評論，給出93%新鮮度，平均得分7.9/10。Metacritic根據8條評論，加權平均得分84分（滿分100），表示「普遍好評」。
第三部〈歸〉在爛番茄根據16條評論，給出94%新鮮度，平均得分7.3/10。Metacritic根據7條評論，加權平均得分81分（滿分100），表示「普遍好評」。

## 獎項
| 年份 | 頒獎單位                     | 獎項                            | 入圍者         | 結果 |
| ---- | ---------------------------- | ------------------------------- | -------------- | ---- |
| 2023 | 第76屆坎城影展               | 金棕櫚獎                        | 《青春（春）》 | 提名 |
| 2023 | 第76屆坎城影展               | 金眼睛獎                        | 《青春（春）》 | 提名 |
| 2023 | 第60屆金馬獎                 | 最佳紀錄片                      | 《青春（春）》 | 獲獎 |
| 2023 | 第49屆洛杉磯影評人協會獎     | 道格拉斯·愛德華獨立／實驗影片獎 | 《青春（春）》 | 獲獎 |
| 2024 | 第77屆盧卡諾影展             | 金豹獎                          | 《青春（苦）》 | 提名 |
| 2024 | 第77屆盧卡諾影展             | 特別提及                        | 《青春（苦）》 | 獲獎 |
| 2024 | 第77屆盧卡諾影展             | 費比西獎                        | 《青春（苦）》 | 獲獎 |
| 2024 | 第77屆盧卡諾影展             | 青年評審團獎                    | 《青春（苦）》 | 獲獎 |
| 2024 | 第77屆盧卡諾影展             | 環境生活品質獎                  | 《青春（苦）》 | 獲獎 |
| 2024 | 第69屆巴利亞多利德國際電影節 | 歷史時刻大獎                    | 《青春（苦）》 | 獲獎 |
| 2024 | 第61屆金馬獎                 | 最佳紀錄片                      | 《青春（苦）》 | 提名 |
| 2024 | 第81屆威尼斯影展             | 金獅獎                          | 《青春（歸）》 | 提名 |
| 2024 | 第69屆巴利亞多利德國際電影節 | 歷史時刻大獎                    | 《青春（歸）》 | 提名 |
| 2024 | 第17屆亞洲太平洋電影獎       | 最佳紀錄片                      | 《青春（歸）》 | 提名 |

## 外部連結
- 互联网电影数据库（IMDb）上《青春（春）》的资料（英文）
- 互联网电影数据库（IMDb）上《青春（苦）》的资料（英文）
- 互联网电影数据库（IMDb）上《青春（歸）》的资料（英文）
- 豆瓣电影上《青春》的資料 （简体中文）